# Chape (catholicisme)
Pour les articles homonymes, voir Chape.
La chape, du latin cappa qui signifie capuchon, cape, est une longue cape agrafée par-devant employée par les clercs et plusieurs religieux dans certaines cérémonies de l'Église catholique.
Le mot désigne quatre vêtements différents :
- La chape, au sens usuel du terme, appelée également pluvial ;
- La chape prélatice ou canoniale, également nommée cappa magna, portée par les cardinaux, les évêques, les abbés qui en ont le privilège et certains chanoines ;
- La chape de curie, revêtue quelques prélats de rang inférieur de la Cour papale ;
- La chape chorale de certains ordres religieux.

## Chape ou pluvial

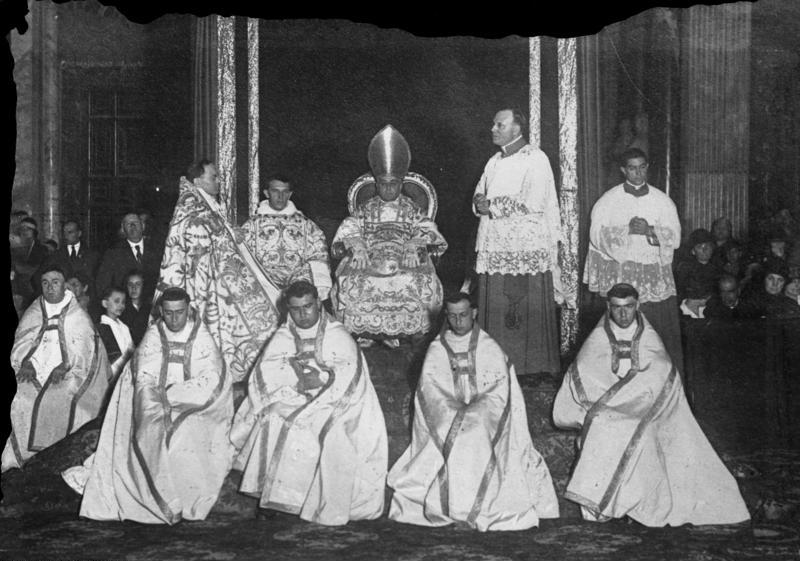
Porte-insignes en pluvial lors d'une cérémonie pontificale.

La chape, appelée pluvial par les rubriques (du latin : cappa pluvialis ou pluviale), est un long manteau de cérémonie de forme semi-circulaire, agrafé par-devant, dont la couleur varie en fonction du temps liturgique. Elle est portée
par le  prêtre et l'évêque principalement lors des bénédictions solennelles, telles que les vêpres, les laudes solennelles ainsi que lors des processions, ainsi que par les chantres dont elle est, avec le surplis et le bâton, le signe de la fonction et par les clercs porte-insignes, lors des messes pontificales.
Jusqu'à la promulgation du missel romain de 1969, elle était également portée pour l'aspersion de l'eau bénite avant la grand-messe du dimanche. En France, un usage immémorial permettait la présence, considérée comme abusive en rite romain mais confirmée par indult papal, de deux choristes en chape a la messe, portant parfois un bâton d'argent, et dont l'un annonçait au célébrant le Gloria.
Les chapes sont, théoriquement, entreposées à l'abri de l'humidité dans un chapier, grand meuble à tiroirs, sur lesquels elles sont disposées à plat, en les déployant dans toute leur étendue.

## Chape prélatice

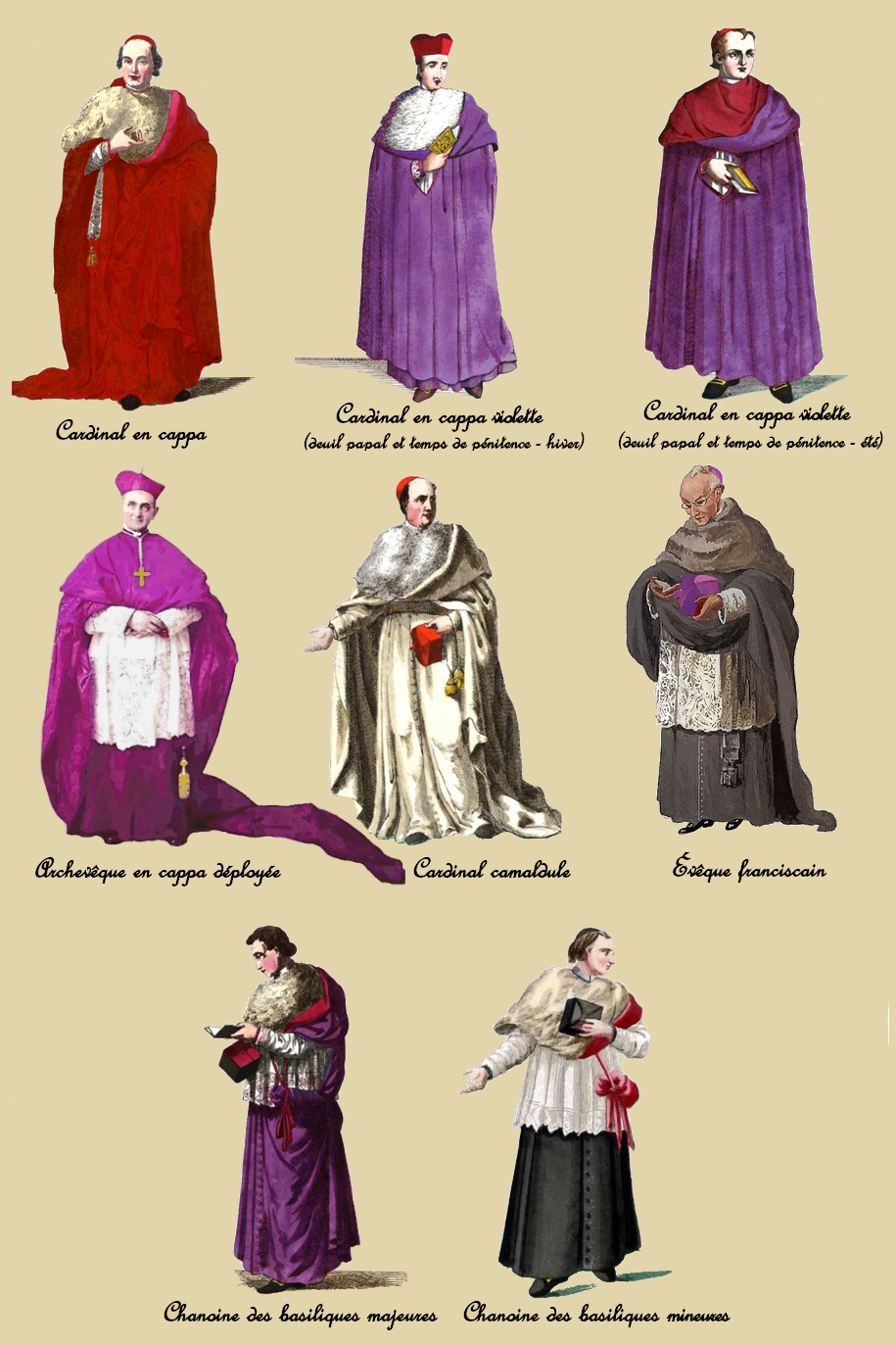
Cappa magna.

La chape prélatice, aussi appelée cappa magna, est un grand manteau de chœur, descendant aux pieds et fermé par devant, comportant une queue de longueur variable selon la dignité, recouvert sur les épaules et la poitrine d'un chaperon, double par derrière et qui finit en capuchon boutonné derrière le cou, avec une fente sous le chaperon pour y passer les mains. La chape prélatice est portée au chœur, sur le rochet, par les cardinaux et les évêques résidentiels dans leur diocèse pour les fêtes les plus solennelles. Dans la pratique, elle est très rarement revêtue, notamment en France, depuis le milieu des années 1960.
Lorsque celui qui la porte est debout, la partie antérieure du manteau est retroussée sur les bras et quand il est au chœur, assis ou à genoux, il la laisse retomber au sol. Quand la queue de la chape prélatice est portée déployée, elle est un signe de juridiction. Elle est alors portée, pendant les déplacements, par un caudataire.
La cappa des cardinaux est en soie  de couleur rouge, jadis moirée, celle des évêques de laine violette. Le chaperon est de soie rouge ou de soie cramoisie, selon le rang.
Avant la publication de l'instruction pontificale Ut sive sollicite du 31 mars 1969, le chaperon était, en hiver, doublé sur l'extérieur et à l'intérieur du capuchon, d'une fourrure, blanche pour les cardinaux et évêques séculiers. Les cardinaux et les évêques issus des ordres religieux portaient, quant à eux, une cappa en laine, de la couleur du vêtement de leur ordre, dont le chaperon était, l'hiver, doublé d'une fourrure assortie ou, l'été, de soie de même couleur.
Certains chapitres de chanoines ont le privilège de la chape prélatice violette, au chaperon de soie cramoisie, avec jadis, la fourrure blanche pendant l'hiver. En ce cas, la queue de la cappa n'est pas déployée et se ramène alors sur le bras gauche auquel elle est suspendue par un ruban de soie. Les bénéficiers de ces chapitres la portent également, mais le chaperon est doublé à l'extérieur de soie grise, et en hiver de fourrure grise. Ils la portent sur un rochet sans manches,.

## Chape curiale

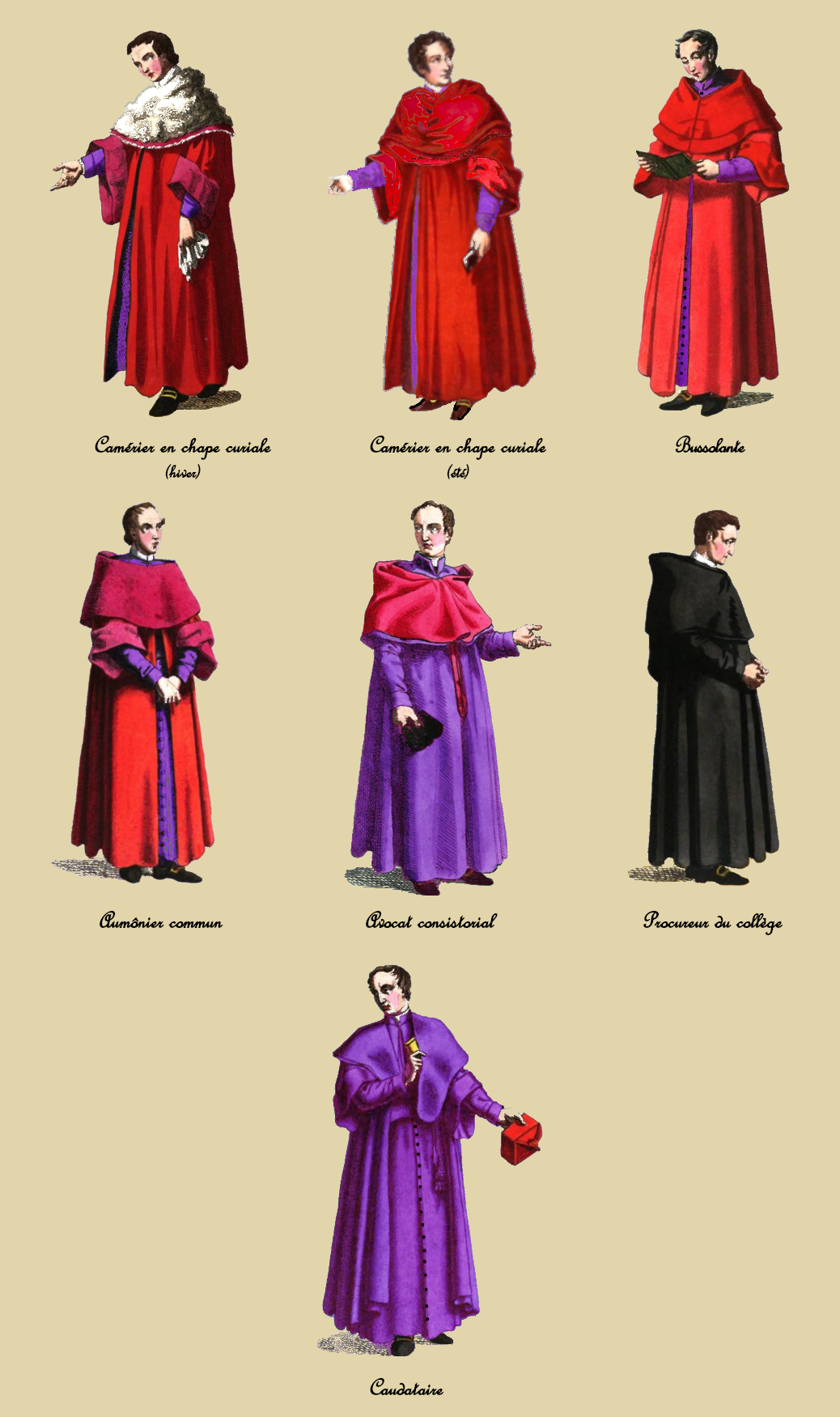
Cappa de curia.

La chape curiale est un vêtement porté par certains membres ecclésiastiques de la Cour papale (Aula Pontificia), qui le revêtaient à l'occasion de plusieurs fonctions, comme jadis les chapelles papales, les consistoires, les processions, les cavalcades et les réunions des collèges dont elle était un privilège.  En dehors de ces cas précis, notamment pour les cérémonies liturgiques, ces clercs portaient le mantellone ou l'habit de chœur propre à l'ordre religieux dont ils étaient issus. La chape demeure le signe distinctif de certains fonctionnaires de la curie romaine en présence du pape.
Elle se compose de deux parties, un manteau et un chaperon. Le manteau, de laine, agrafé au cou, est entièrement ouvert en avant et muni de deux manches courtes et larges, à revers, qui ne dépassent pas l'avant bras. Les parements sont de soie. Très différent de celui de la cappa magna, le chaperon est en forme « à fond de cuve », tel que le portaient les maîtres de l'université au Moyen Âge, allant en s'élargissant et laissant le cou entièrement libre et dégagé. Il comprenait à l'origine deux chaperons superposés, celui de dessous un peu plus long que celui de dessus, qui actuellement est double par derrière et se termine en capuchon boutonné derrière le cou. L'été, le chaperon est entièrement en soie. L'hiver, il était recouvert d'hermine. La chape se porte directement sur la soutane, sans l'intermédiaire de surplis ou de rochet.
Les camériers secrets et les camériers d'honneur portaient une chape écarlate avec des agréments de couleur ponceau (rouge très vif) ; les avocats consistoriaux, la chape violette avec agréments de soie cramoisie et un chaperon ouvert à l'avant, les procureurs du collège une chape entièrement noire, avec les agréments de soie noire et un chaperon sans fourrure. Les caudataires des cardinaux, portent, sur une soutane violette boutonnée de noir, une sorte de chape de laine violette, avec revers de soie violette et un chaperon de soie mis de travers qui lui a valu le nom italien de crocia (croisière).
Certains chapitres de chanoines portent, par indult, une chape particulière, qui s'éloigne du type romain. Elle prend la forme d'un manteau noir sans manches, orné par-devant de bandes de couleurs généralement rouges ou violettes dont les manches et surmonté d'une mozette qui s'est substituée au chaperon.

## Chape chorale

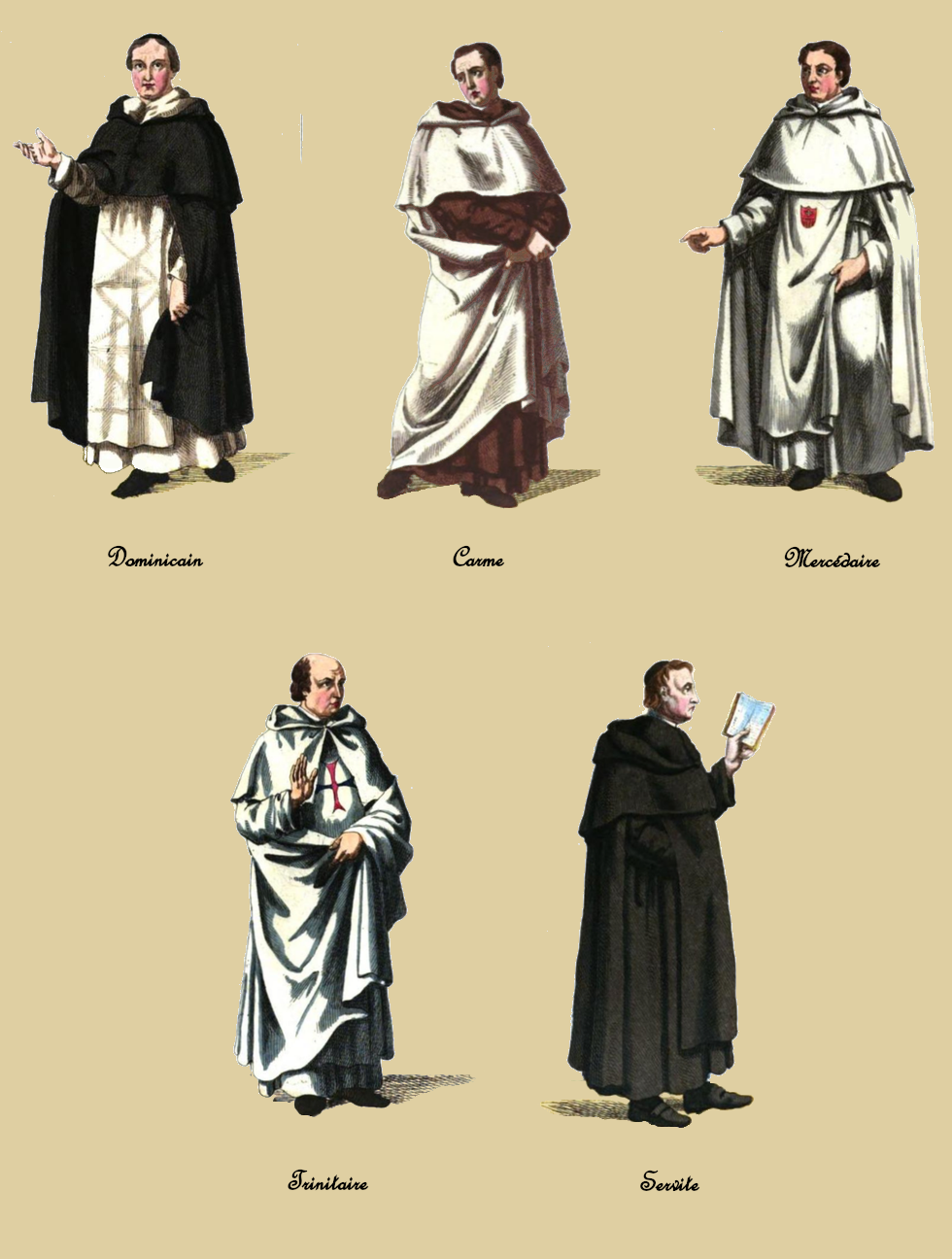
Cappa choralis.

La chape chorale est, à l'origine, employée par la plupart des communautés séculières vouées au chant de l'office, pour se protéger du froid et couvrir les vêtements ordinaires. Dès le Moyen Âge, elle est adoptée par les chanoines réguliers comme habit de chœur. Comme telle, elle leur est empruntée par certains ordres mendiants, tels que les dominicains, carmes, trinitaires, mercédaires ou encore les servites.
Elle se compose d'un manteau et d'un chaperon à capuchon. Le manteau, sans manches, fendu par devant et descendant jusqu'aux pieds, est fermé par une ou deux agrafes. Presque toujours noir, plus rarement rouge ou violet par concession ultérieure, il est aujourd'hui sans fourrure mais, à la période médiévale, il était doublé en hiver d'une pelisse et porté par-dessus le vêtement de chœur principal, la coule ou la cuculle. À cette même époque, certaines communautés monastiques et canoniales, comme l'abbaye de Saint-Germain-des-Prés de Paris et des chanoines de Saint-Victor, revêtaient des chapes blanches durant une partie du temps pascal. 
Le chaperon a parfois été double, composé de deux troncs coniques joints par leur base, le second cône finissant en capuchon. Les novices chartreux et les chanoines réguliers de l'Immaculée-Conception le portent toujours ainsi. Pour les autres il a évolué en un chaperon simple, toujours fermé par devant, finissant en pointe au milieu du dos, avec un capuchon derrière le cou, qui n'est plus guère porté au chœur.